# Grand hebdomadaire illustré de la région du Nord
Grand hebdomadaire illustré de la région du Nord (plus souvent dénommé Grand hebdomadaire illustré (ou parfois « GHI ») est un quotidien régional du Nord de la France créé en 1911 par les propriétaires du quotidien catholique La Dépêche.
Il est paru sous la direction d'Henri Langlais de 1911 à 1938
Ce journal est consultable à la Bibliothèque municipale de Lille. La bibliothèque de l'ESJ en possède une collection presque complète (reliée) pour la période 1922-1938. Après avoir a été numérisé sur Disque optique numérique (DON), il a été produit en dix
CD-Rom, consultables sur place et selon Bibliotheca universalis (1995) commercialisée par les services municipaux.